# Orchis pallens
Orchis pallens là một loài thực vật có hoa trong họ Lan. Loài này được L. mô tả khoa học đầu tiên năm 1771.

## Hình ảnh

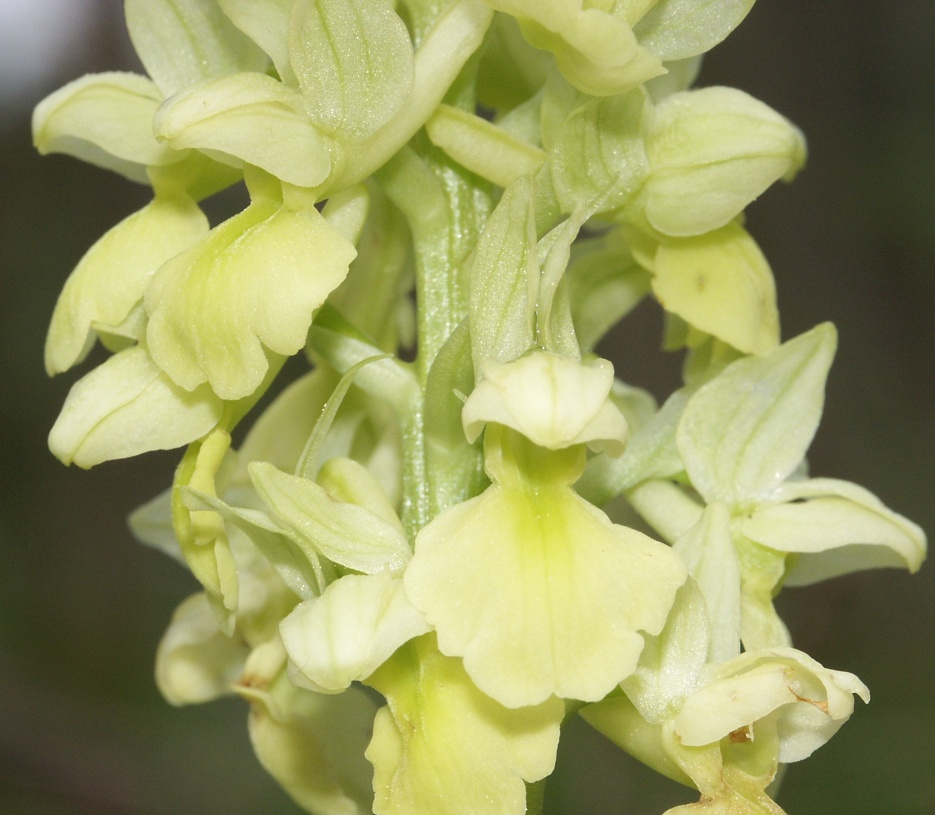
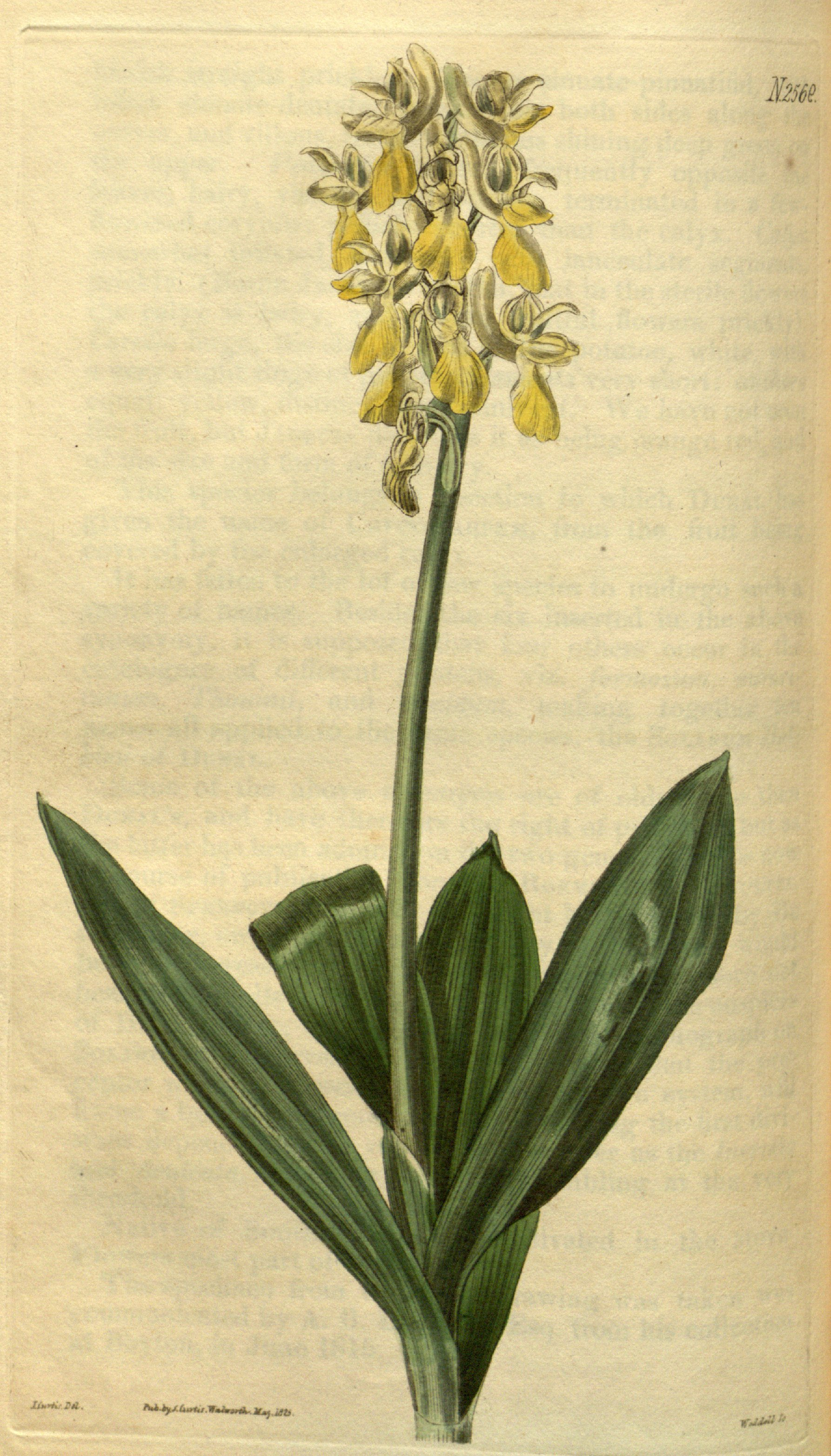
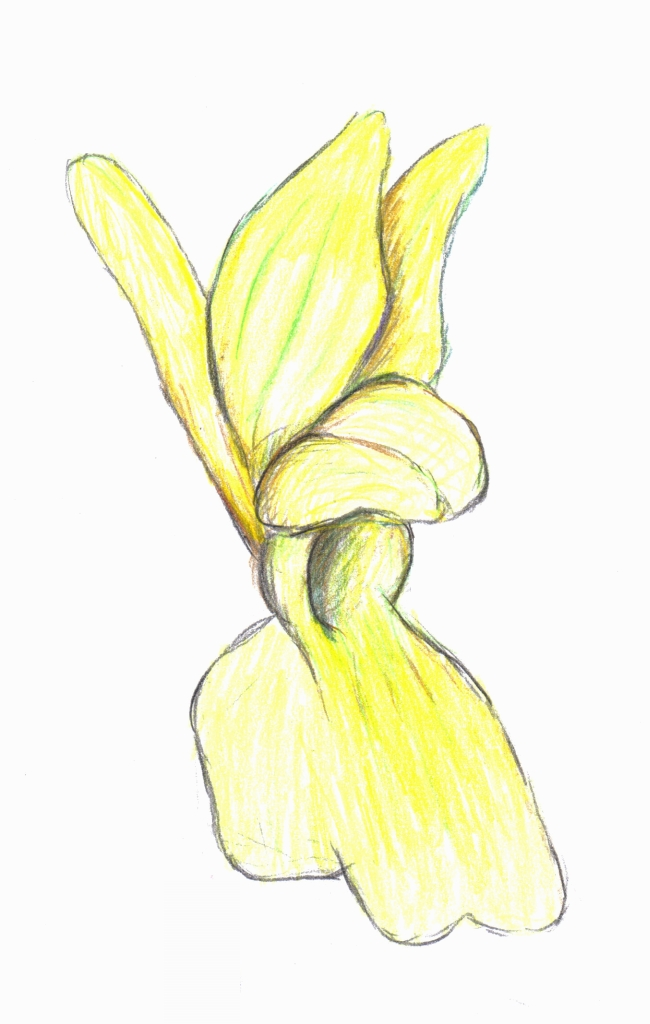
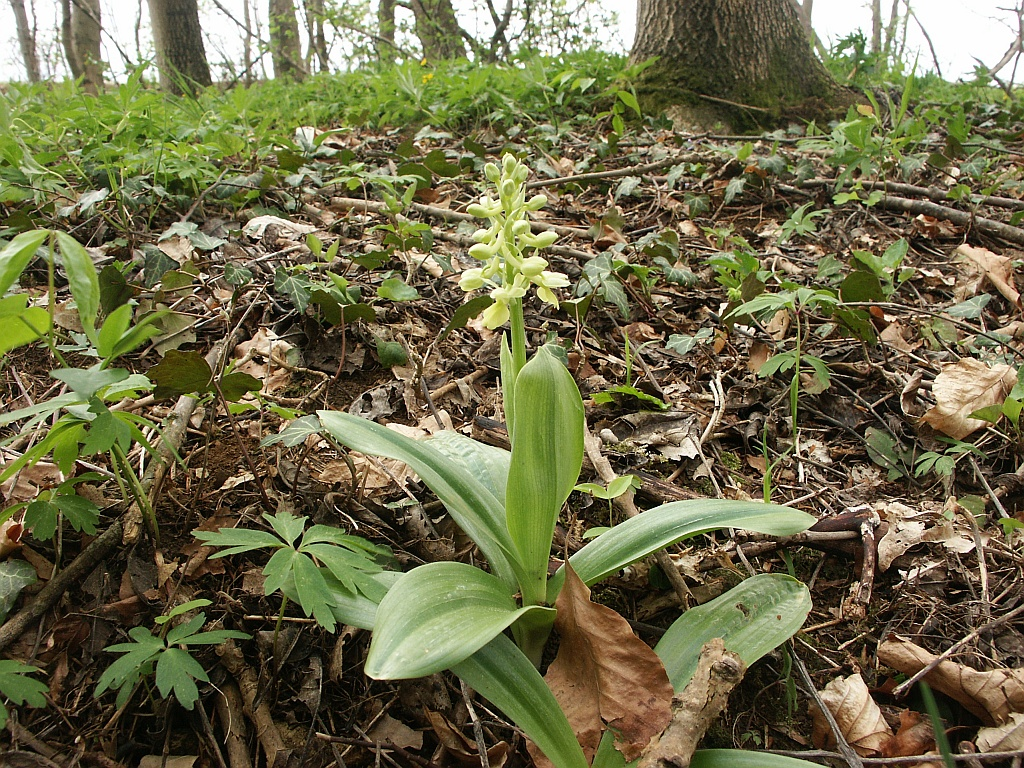